# Favrskov
Favrskov est une commune du Danemark, située dans la région du Jutland-Central. Elle comptait 48 374 habitants en 2019, pour une superficie de 539,36 km2.

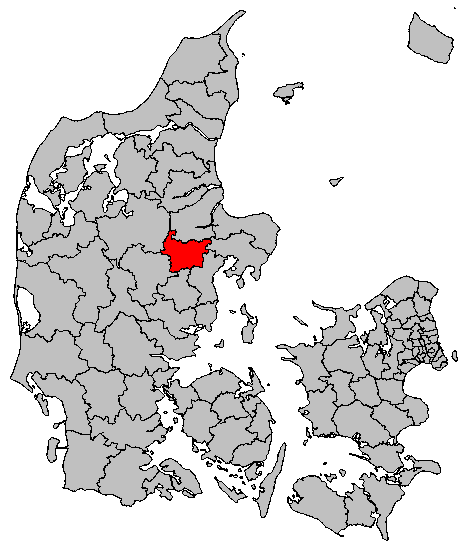
La commune de Favrskov.

| Période          | Période          | Identité              | Étiquette        | Qualité |
| ---------------- | ---------------- | --------------------- | ---------------- | ------- |
| 1er janvier 2007 | 31 décembre 2009 | Anders G. Christensen | Venstre          |         |
| 1er janvier 2010 | En cours         | Nils Borring          | Social-démocrate |         |